# Another Way (Via del blues)
Another Way è il terzo album della band indipendente italiana Via del blues, pubblicato nel febbraio 2009.
Il lavoro, composto da 10 brani originali, è il primo completamente autoprodotto.

## Tracce
1. Cuttin' Me Down (Gaetano Quarta, Gino Giangregorio, Dino Panza)
2. True for Me (Antonio Fiengo, Gaetano Quarta, Gino Giangregorio, Dino Panza)
3. Speeches (Gaetano Quarta, Gino Giangregorio, Dino Panza)
4. On a Wire (Gaetano Quarta, Gino Giangregorio, Dino Panza)
5. I Pay the Bill and Close My Eyes (Gino Giangregorio, Dino Panza)
6. So Deep, So Wide (Gaetano Quarta, Gino Giangregorio, Dino Panza)
7. Another Way (Gino Giangregorio, Dino Panza)
8. Out of This Bound (Gaetano Quarta, Gino Giangregorio, Dino Panza)
9. Walk on the Track (Gaetano Quarta, Gino Giangregorio, Dino Panza)
10. Someone Knocks on My Door (Gaetano Quarta, Gino Giangregorio, Dino Panza)

## Formazione
- Gaetano Quarta - voce
- Gino Giangregorio - chitarra, piano, cori
- Dino Panza - armonica
- Massimiliano Guidetti - batteria

## Altri musicisti
- Antonio Fiengo - Basso
- Gianni Porta - Maracas in Cuttin' Me Down, True for Me e Walk on the Track
- Adriano Stellato - Basso in True for Me

## Produzione
- Via del blues - produzione
- Gaetano Quarta, Gino Giangregorio - registrazione
- Gaetano Quarta, Gino Giangregorio, Dino Panza - missaggio
- Gaetano Quarta - mastering
- Gaetano Quarta - copertina

## Recensioni
- La Gazzetta del Mezzogiorno: "Quarant'anni di avventure sulla Via del blues", articolo di Nicola Morisco del 21 aprile 2009
- Brundisium.net: "Diario di Bordo: Pagina n. 5 - Giovedì 30 aprile 2009", articolo di Marco Greco[1]
- Buscadero: "Italians do it better?" (Via Del Blues - Another Way), articolo di Andrea Trevaini pubblicato sul numero di Luglio/Agosto 2010
- Bluessummit.com: "Via del Blues - Another Way" articolo di Guido Sfondrini del 2010[2]